# Naissance en 1958
Naissance
- 1954
- 1955
- 1956
- 1957
- 1958
- 1959
- 1960
- 1961
- 1962

Les naissances en 1958 concernent les personnalités nées entre le 1er janvier et le 31 décembre 1958.

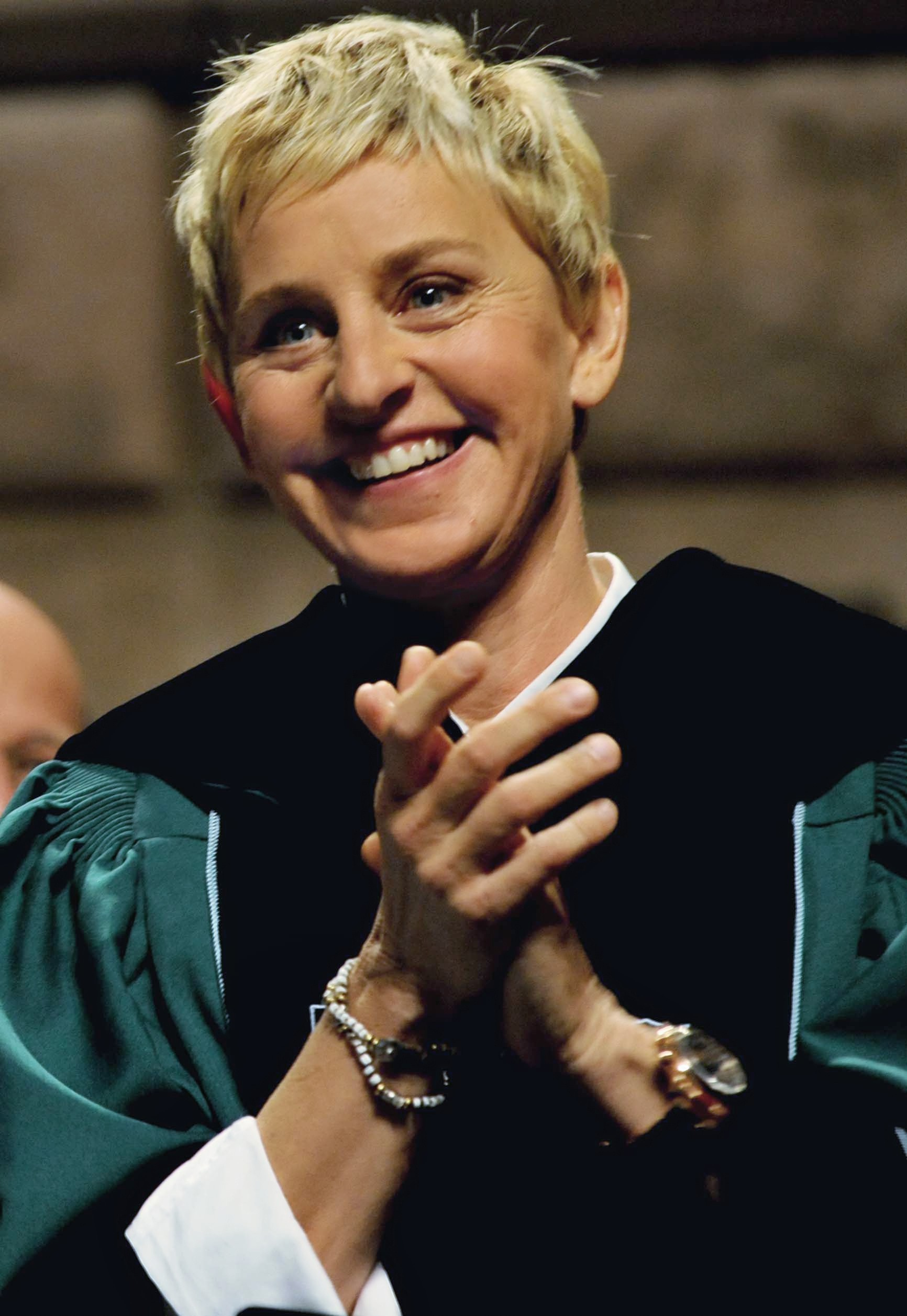
Ellen DeGeneres en 2009.

## Janvier
- 1er janvier : 
  - Alex Descas, acteur français.
  - Ramadan Shallah, homme politique palestinien († 6 juin 2020).
  - Saïd Bouteflika, homme politique algérien.
- 3 janvier : Smaïn, comédien et humoriste français.
- 4 janvier : Gary Jones, acteur gallois.
- 5 janvier : Junko Yagami, chanteuse japonaise.
- 6 janvier : João Leithardt Neto, footballeur brésilien († 3 octobre 2015).
- 7 janvier : Linda Kozlowski, actrice américaine.
- 9 janvier : Mehmet Ali Ağca, auteur turc de l'attentat manqué contre le pape Jean-Paul II.
- 10 janvier :
  - Kimera, chanteuse sud-coréenne.
  - Eddie Cheever, pilote automobile américain.
  - Ana Iliuță, rameuse roumaine.
- 14 janvier : Luc Michel, homme politique et activiste belge († 1er avril 2025).
- 16 janvier : Marla Frazee, écrivaine et illustratrice américaine.
- 17 janvier : Mohammad Shtayyeh, homme politique palestinien et premier ministre de l'autorité de Palestine depuis 2019.
- 18 janvier : Jeffrey Williams, astronaute américain.
- 19 janvier : Thierry Tusseau, footballeur français.
- 20 janvier : Hiroaki Zakoji, musicien japonais († 29 janvier 1987).
- 21 janvier : Jean-Yves Raimbaud, dessinateur français († 28 juin 1998)
- 22 janvier : 
  - Charles Toubé, footballeur camerounais († 4 août 2016).
  - Neil Faulkner, archéologue britannique († 4 février 2022).
- 23 janvier :
  - Laurent Boyer, animateur de radio et de télévision français.
  - Christophe Dechavanne, animateur et producteur d'émissions de télévision et de radio et aussi comédien français.
  - Sergey Litvinov, athlète soviétique puis russe et enfin biélorusse, spécialiste du lancer du marteau († 19 février 2018).
- 26 janvier : 
  - Ellen DeGeneres, humoriste, écrivaine, animatrice de télévision et comédienne américaine.
  - Xavier Becerra, homme politique américain.
  - Philippe Faucon, réalisateur français.
- 27 janvier : Susanna Thompson, actrice américaine.
- 28 janvier : Alessandro Baricco, écrivain et musicologue italien.
- 30 janvier : Marco Solfrini, joueur de basket-ball italien († 24 mars 2018).
- 31 janvier : Élisabeth Gentet-Ravasco auteur dramatique français.

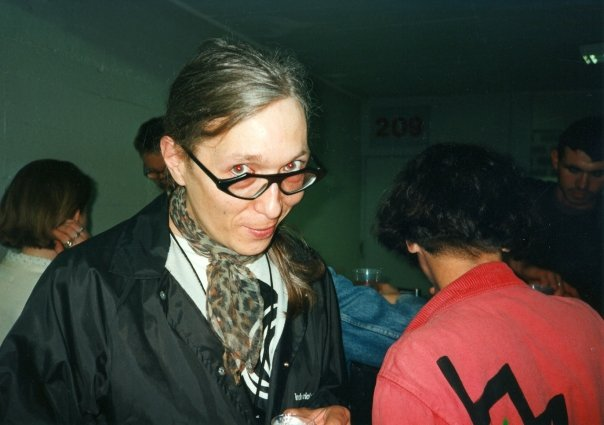
Liza 'N' Eliaz.

## Février
- 2 février : George Grigore, arabiste et écrivain roumain.
- 3 février :
  - Joe F. Edwards, Jr., astronaute américain.
  - Reema Lagoo, actrice indienne († 18 mai 2017).
- 5 février : Fabrizio Frizzi, acteur spécialisé dans le doublage et animateur de télévision italien († 26 mars 2018).
- 8 février : 
  - Mireille Mossé, actrice française († 7 juin 2017).
  - Marina Silva, militante écologiste et femme politique brésilienne.
- 9 février : Cyrille Regis, footballeur anglais († 14 janvier 2018).
- 11 février : Svetlana Peounova, écrivaine russe.
- 14 février : Buzy, chanteuse française. ( † 14 novembre 2023).
- 16 février : Ice-T, rappeur et acteur américain.
- 22 février : 
  - Thierry Redler, acteur, réalisateur et auteur français († 26 juillet 2014).
  - Kaïs Saïed, homme d'État tunisien et président de la République tunisienne depuis 2019.
- 23 février : Martin Aurell, historien médiéviste français d'origine espagnole († 8 février 2025).
- 24 février : Mark Moses, acteur américain.
- 26 février :
  - Susan J. Helms, astronaute américaine.
  - Michel Houellebecq, écrivain français.
  - Liza N'Eliaz, DJ et productrice hardcore belge († 19 février 2001).
- 27 février :
  - Luc Deflo, dramaturge, scénariste et romancier belge († 26 novembre 2018).
  - Jean-Yves Raimbaud, dessinateur français et créateur des séries d'animation († 28 juin 1998).
- 28 février :
  - Sylvie Gentil, traductrice française de littérature chinoise contemporaine († 28 avril 2017).
  - Julie Higgins, cavalière handisport australienne
  - Christina Lathan, athlète spécialiste du 400 mètres de est-allemande puis allemande.
  - Lilia Sandulesu, chanteuse ukrainienne.
  - Jeanne Mas, chanteuse française.
  - Marina Wilke, rameuse d'aviron est-allemande puis allemande.

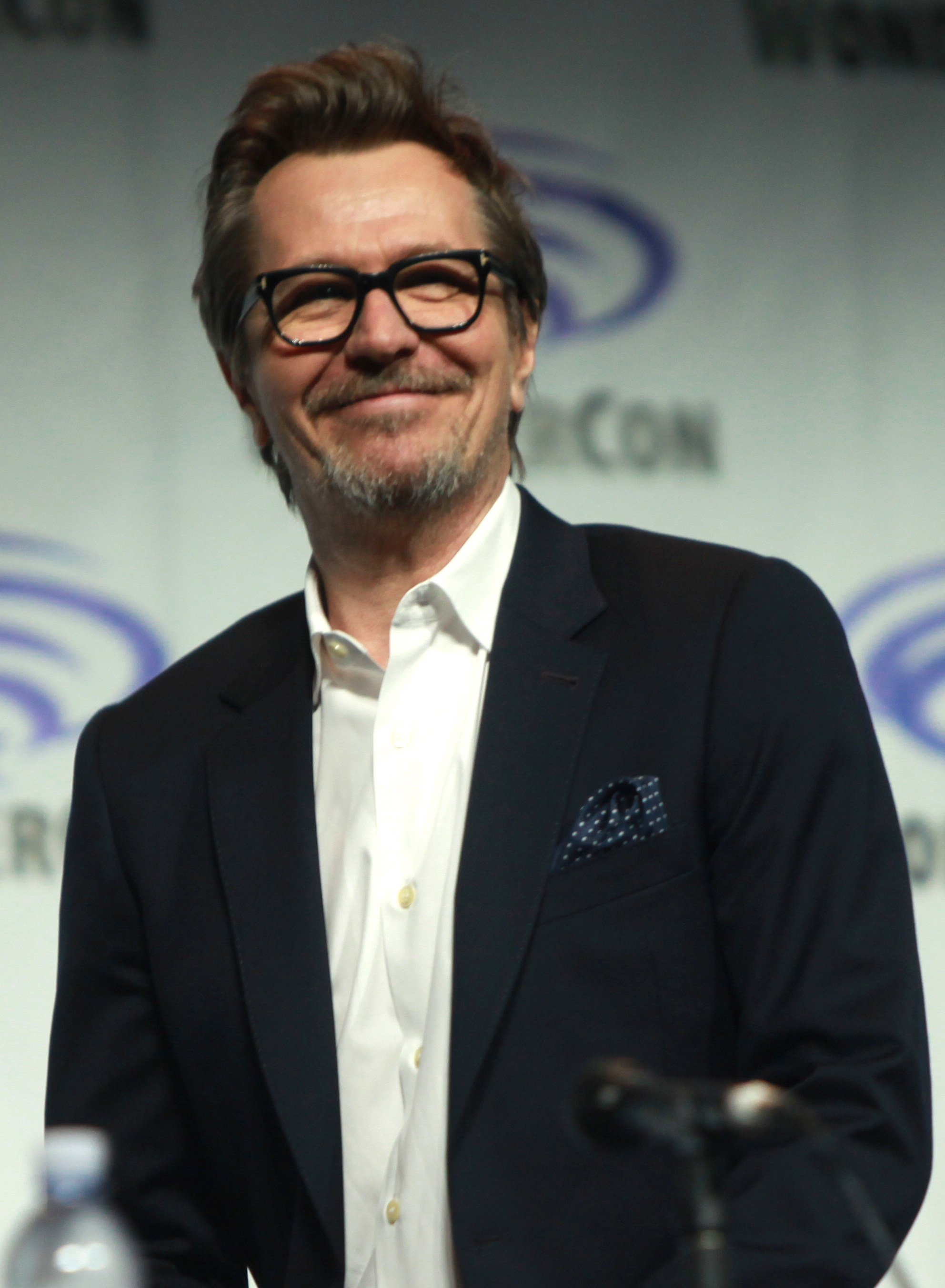
Gary Oldman en 2014.

## Mars
- 1er mars :
  - Nik Kershaw, chanteur britannique
  - Bertrand Piccard, psychiatre et aéronaute suisse.
  - Pierre Angot, compositeur de musique français.
- 3 mars : Jean-Christophe Attias, universitaire et intellectuel français.
- 4 mars :
  - Natalia Buzunova, joueuse soviétique de hockey sur gazon.
  - Emel Etem Tochkova, femme politique bulgare, ministre et première ministre adjointe de la Bulgarie.
  - István Tatár, athlète hongrois, spécialiste du sprint († 2 janvier 2017).
- 5 mars : Andy Gibb, membre des Bee Gees († 10 mars 1988).
- 7 mars : Rik Mayall, acteur britannique († 9 juin 2014).
- 8 mars : Gary Numan, chanteur et claviériste britannique.
- 10 mars : Sharon Stone, actrice américaine.
- 11 mars :
  - Matthew Aid,  militaire, historien et écrivain américain († 20 août 2018).
  - Abdoulaye Idrissa Maïga, homme politique malien.
- 12 mars : Dileita Mohamed Dileita, homme politique djiboutien.
- 14 mars :
  - Albert II, prince de Monaco.
  - Zbigniew Karkowski, compositeur polonais († 12 décembre 2013).
- 15 mars :
  - Anne Bert, écrivaine française († 2 octobre 2017).
  - Sam Matekane, homme d'affaires et un homme politique lesothien.
- 16 mars : Bipin Rawat, officier indien († 8 décembre 2021).
- 17 mars :
  - Jean-Karim Fall, journaliste franco-sénégalais († 26 mai 2017).
  - Louiqa Raschid, chercheuse en informatique.
- 19 mars : Thibaut Cuisset, photographe français († 19 janvier 2017).
- 20 mars : 
  - Raymond Centène, évêque catholique français, évêque de Vannes.
  - Holly Hunter, actrice américaine.
- 21 mars : 
  - Gary Oldman, acteur britannique.
  - Marcel Pietri, judoka français.
- 23 mars : Serena Grandi, actrice italienne.
- 24 mars : Simon Messagier, peintre, graveur et céramiste français († 14 mars 2019).
- 25 mars :
  - Bernard de La Villardière, journaliste, animateur de télévision et de radio français.
  - Renauld de Dinechin, évêque catholique français, évêque auxiliaire de Paris.
  - Marcel Fobert, auteur-compositeur producteur français.
  - Manuel Serifo Nhamadjo, homme d'État bissau-guinéen († 17 mars 2020).
- 30 mars : 
  - Dominique Corbasson, illustratrice française († 21 février 2018).
  - Maurice LaMarche, acteur canadien.

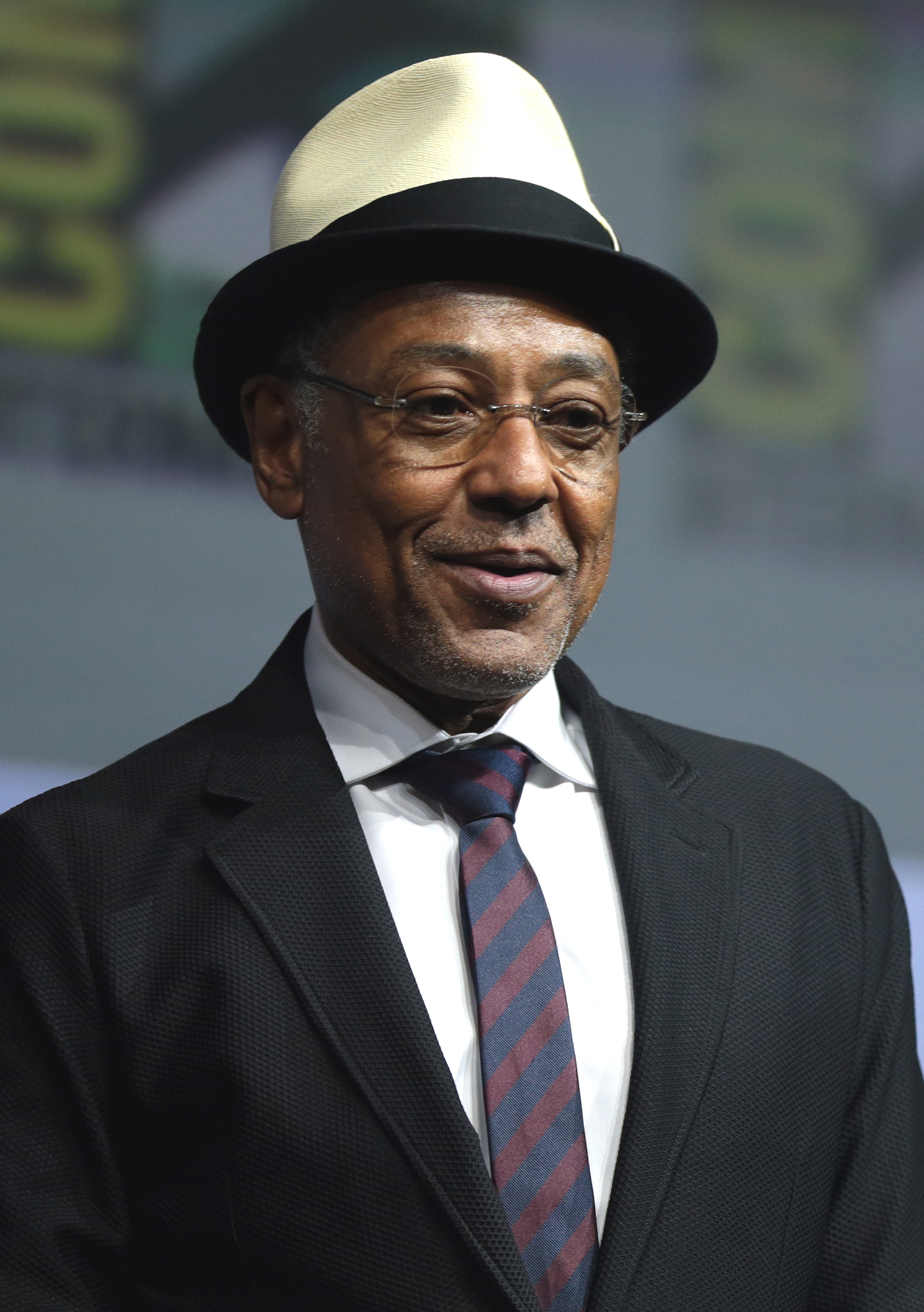
Giancarlo Esposito en 2018.

## Avril
- 2 avril : 
  - Abderrahmane Abdelli, auteur-compositeur et chanteur algérien.
  - Jeffrey A. Rosen, avocat américain, procureur général des États-Unis par intérim de 2020 à 2021.
  - Choguel Kokalla Maïga, homme politique malien et premier ministre du Mali depuis 2021.
- 3 avril : Alec Baldwin, acteur, réalisateur et producteur exécutif de cinéma américain.
- 4 avril :
  - Bernard Campan, humoriste et acteur français membre du trio comique Les Inconnus.
  - John Wesley Jones, athlète américain, spécialiste du sprint († 15 mars 2019).
- 6 avril : Philippe Becquelin dit Mix & Remix, dessinateur suisse († 19 décembre 2016).
- 8 avril : Rikard Wolff, acteur et chanteur suédois († 17 novembre 2017).
- 9 avril : Frederick Rousseau, compositeur de musique électronique français.
- 10 avril : Errollyn Wallen, compositrice britannique.
- 11 avril : Luisa Diogo femme politique et ancien premier ministre du Mozambique.
- 12 avril : José Gomes da Rocha, homme politique brésilien († 28 septembre 2016).
- 13 avril : Roger Lumbala, homme politique congolais.
- 15 avril : 
  - Patrick Adler, humoriste français.
  - Mariam Doumbia, musicienne et chanteuse malienne.
  - Benjamin Zephaniah, écrivain britannique († 7 décembre 2023).
- 17 avril : Dirk Hafemeister, cavalier allemand († 31 août 2017).
- 18 avril :
  - Shaibu Amodu, joueur et entraîneur de football nigerian († 10 juin 2016).
  - Laurent Baffie, animateur de radio et de télévision français.
- 20 avril : Galip Tekin, auteur de bande dessinée turc († 6 juillet 2017).
- 21 avril : 
  - Hélène Dorion, écrivaine québécoise.
  - Lokua Kanza, musicien et chanteur congolais.
  - Andie MacDowell, actrice et ancien mannequin américaine.
- 23 avril : Radu Mihaileanu, réalisateur et scénariste français d'origine roumaine.
- 24 avril : Luis Chero Zurita, archéologue péruvien.
- 26 avril :
  - Vladimir Belov, joueur de handball soviétique puis russe († 14 novembre 2016).
  - Giancarlo Esposito, acteur et producteur américain.
- Johnny Dumfries, pilote automobile († 22 mars 2021).
- 29 avril : 
  - Michelle Pfeiffer, actrice américaine.
  - Bassma Kodmani, politologue, universitaire et chercheuse syrienne († 2 mars 2023).

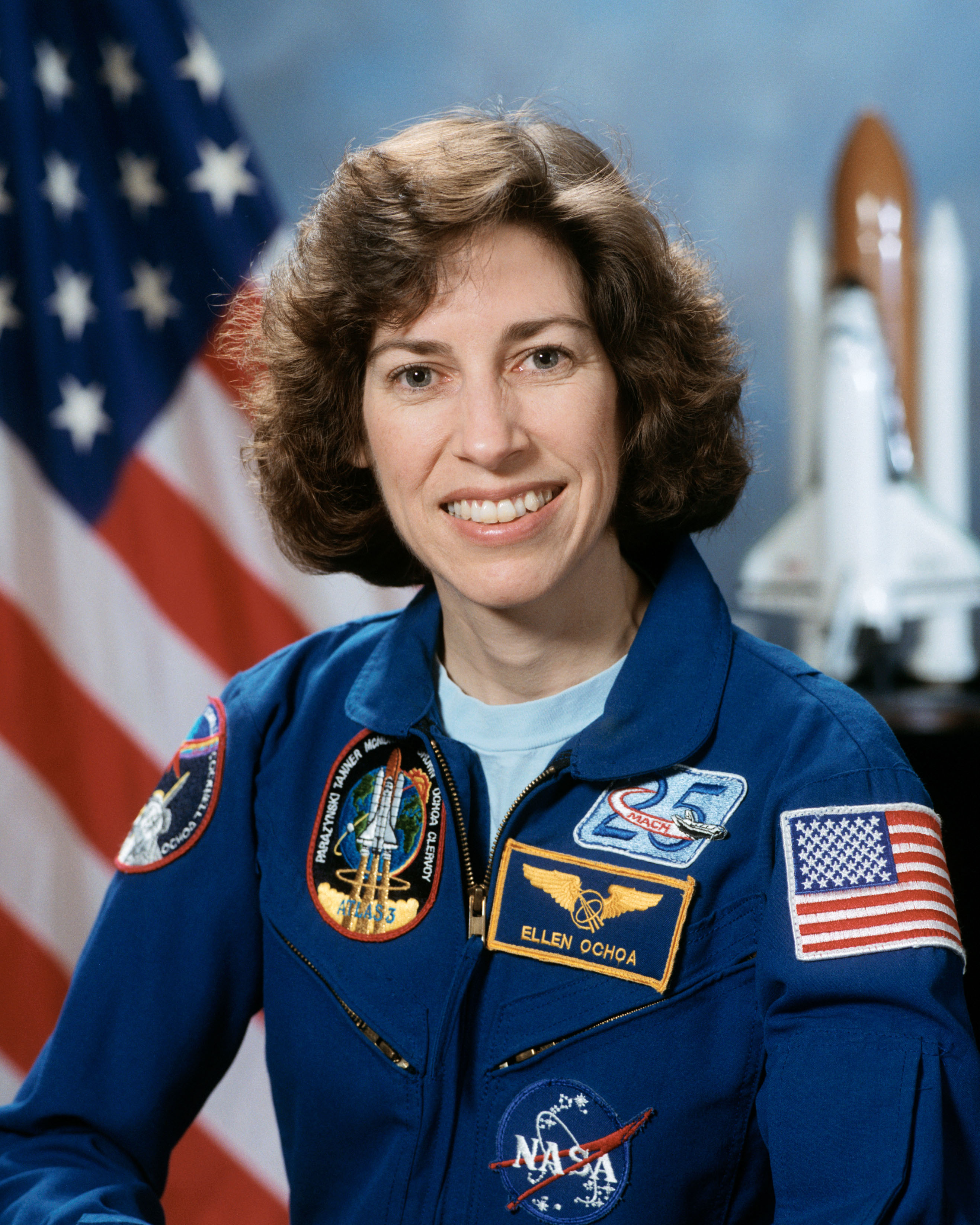
Ellen Ochoa en 1997.

## Mai
- 1er mai : Patrice Talon, homme politique béninois, président du Bénin de 2016 à 2021.
- 3 mai : Nils Thornander, artiste plasticien et compositeur de musique franco-suédois († 10 juin 2022).
- 4 mai : Keith Haring, artiste américain († 16 février 1990).
- 5 mai : Aurélien Recoing, acteur français.
- 7 mai : Ceesepe, illustrateur, peintre et auteur de bande dessinée espagnol († 7 septembre 2018).
- 8 mai : Nick Zedd, réalisateur américain († 27 février 2022).
- 9 mai : Denis Robert, journaliste d'investigation français.
- 10 mai : 
  - Ellen Ochoa, astronaute américaine.
  - Francis Vercamer, homme politique français.
- 11 mai : 
  - Isabelle Mergault, actrice et réalisatrice française.
- 12 mai : José María Rivas, footballeur salvadorien († 9 janvier 2016).
- 17 mai : Paul Di'Anno, musicien britannique, ancien chanteur du groupe Iron Maiden († 21 octobre 2024).
- 18 mai : Riccardo Zinna, acteur et musicien italien († 20 septembre 2018).
- 21 mai : Christian Audigier, créateur de mode et entrepreneur français installé aux États-Unis († 9 juillet 2015).
- 23 mai : 
  - Thomas Reiter, spationaute allemand.
  - François Feldman, auteur, compositeur et chanteur français.
- 25 mai : Zahida Manzoor, femme politique britannique.
- 29 mai : Annette Bening, actrice américaine.
- 30 mai :
  - Miguel López-Alegría, astronaute américain.
  - Marie Fredriksson, chanteuse suédoise († 9 décembre 2019).

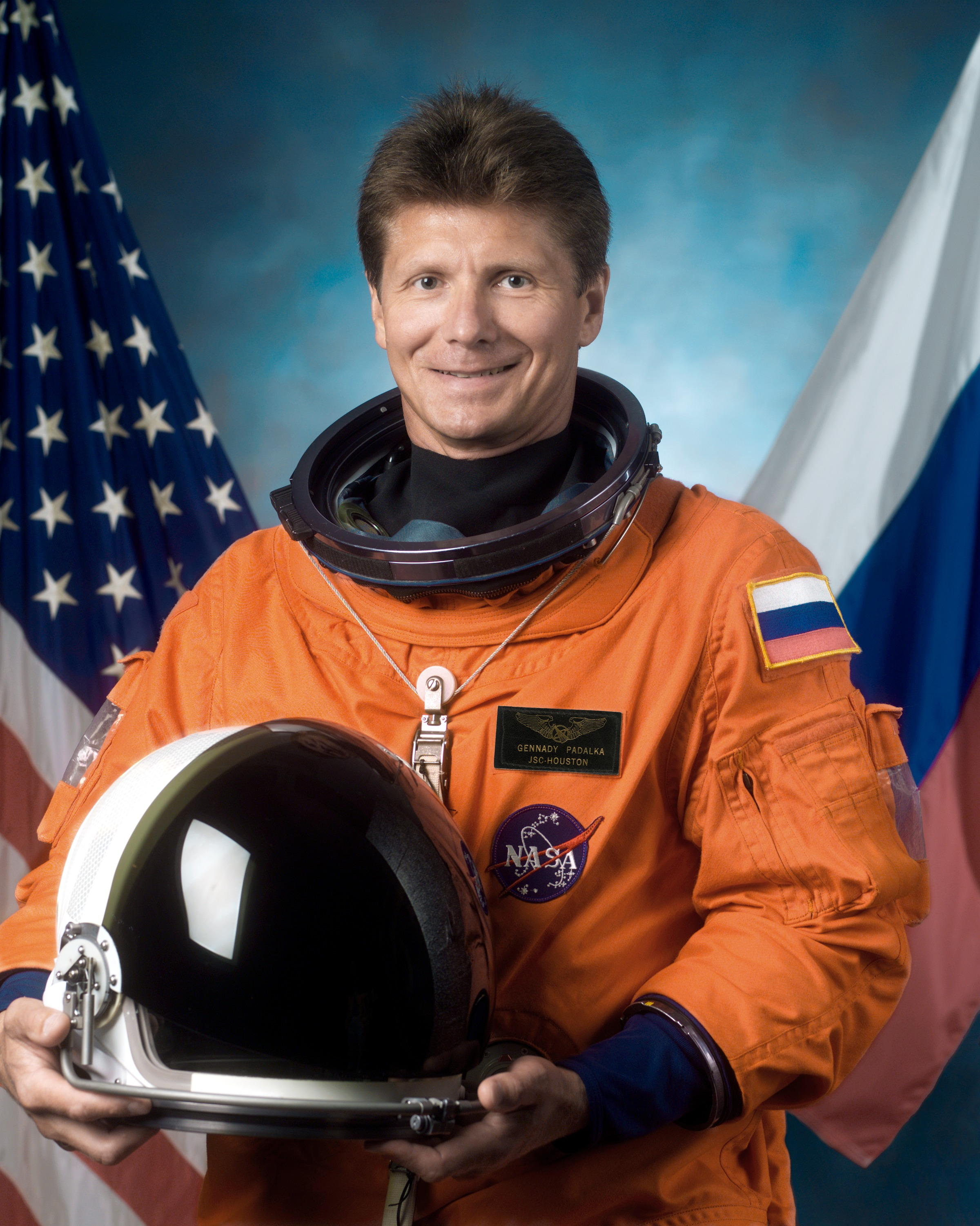
Guennadi Padalka en 2005.

## Juin
- 2 juin : Camille Gira, homme politique luxembourgeois († 16 mai 2018).
- 3 juin : 
  - Rachida Iaallala, actrice néerlandaise.
  - Fernando Marías Amondo, écrivain espagnol († 5 février 2022).
- 7 juin : Prince, musicien américain († 21 avril 2016).
- 8 juin : 
  - Carmen Castillo, joueur de baseball dominicain († 16 novembre 2015).
  - Keenen Ivory Wayans, acteur, réalisateur, scénariste, et producteur américain.
- 12 juin : Olivier Weber, écrivain et grand reporter français.
- 13 juin : Fernando Marías, écrivain espagnol († 5 février 2022).
- 14 juin : Olaf Scholz, homme d'État allemand, chancelier fédéral depuis 2021.
- 19 juin : Luis Francisco Esplá, matador espagnol.
- 20 juin : Draupadi Murmu, Personnalité politique.
- 21 juin : 
  - Eric Douglas, acteur et humoriste de stand-up américain  († 6 juillet 2004).
  - Gennady Padalka, cosmonaute russe.
  - Ihor Stetsiouk, compositeur et chef d'orchestre soviétique puis ukrainien.
- 24 juin : 
  - Jean Charest, premier ministre du Québec.
  - Tom Lister, Jr., catcheur et acteur américain († 10 décembre 2020).
- 25 juin : Nelli Gorbatkova, joueuse soviétique de hockey sur gazon († 7 août 1981).
- 26 juin : Elaine Duke, femme politique américaine.
- 27 juin : Jeffrey Lee Pierce, musicien américain († 31 mars 1996).
- 28 juin : Giuseppe Pelosi, criminel italien, assassin de Pier Paolo Pasolini († 20 juillet 2017).
- 29 juin : Najla Bouden, ingénieure, universitaire et femme politique tunisienne.
- 30 juin : 
  - Marc Éliard, bassiste du groupe Indochine.
  - Irina Nikolaïevna Vorobieva, patineuse artistique soviétique († 12 avril 2022).

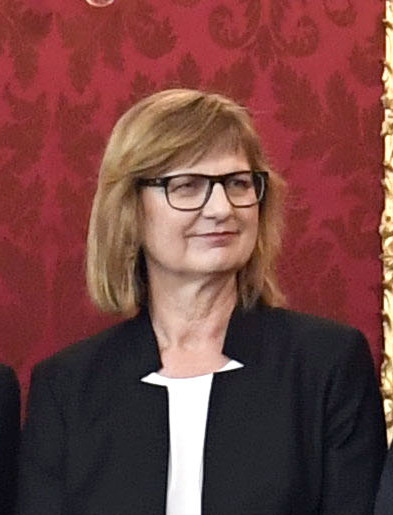
Maria Patek en 2019.

## Juillet
- 2 juillet : Gérard Ansaloni, auteur-compositeur-interprète et poète français.
- 3 juillet : 
  - Didier Mouron, artiste suisse.
  - Maria Patek, femme politique autrichienne.
- 4 juillet : Deon Meyer, scénariste, réalisateur et auteur de roman policier sud-africain.
- 5 juillet : Dominique Nicolas, ex-compositeur et guitariste du groupe Indochine.
- 7 juillet : Gary Owen, footballeur anglais.
- 8 juillet :
  - Kevin Bacon, acteur américain.
  - Jean-Yves Fourmeau, saxophoniste français, fondateur du quatuor Fourmeau.
- 11 juillet : Mikhaïl Lessine, homme d'affaires et homme politique soviétique puis russe († 5 novembre 2015).
- 22 juillet : Nicola Gratteri, magistrat italien.
- 23 juillet : Frank Mill, footballeur allemand († 5 août 2025).
- 25 juillet :
  - Thurston Moore, chanteur et guitariste du groupe Sonic Youth.
  - Pierre Sled, journaliste et commentateur sportif français.
  - Nicolas Souchu, évêque catholique français, évêque auxiliaire de Rennes.
- 26 juillet :
  - Jesús Barrero, acteur vocal mexicain († 17 février 2016).
  - Vladimir Chkourikhine, joueur puis entraîneur soviétique puis russe de volley-ball († 25 novembre 2018).
  - Thierry Gilardi, journaliste et commentateur sportif français († 25 mars 2008).
- 30 juillet :
  - Richard Burgi, acteur américain d'origine suisse.
  - Kate Bush, chanteuse, auteur-compositeur anglaise.
  - Kevin Mahogany, chanteur de jazz américain († 17 décembre 2017).

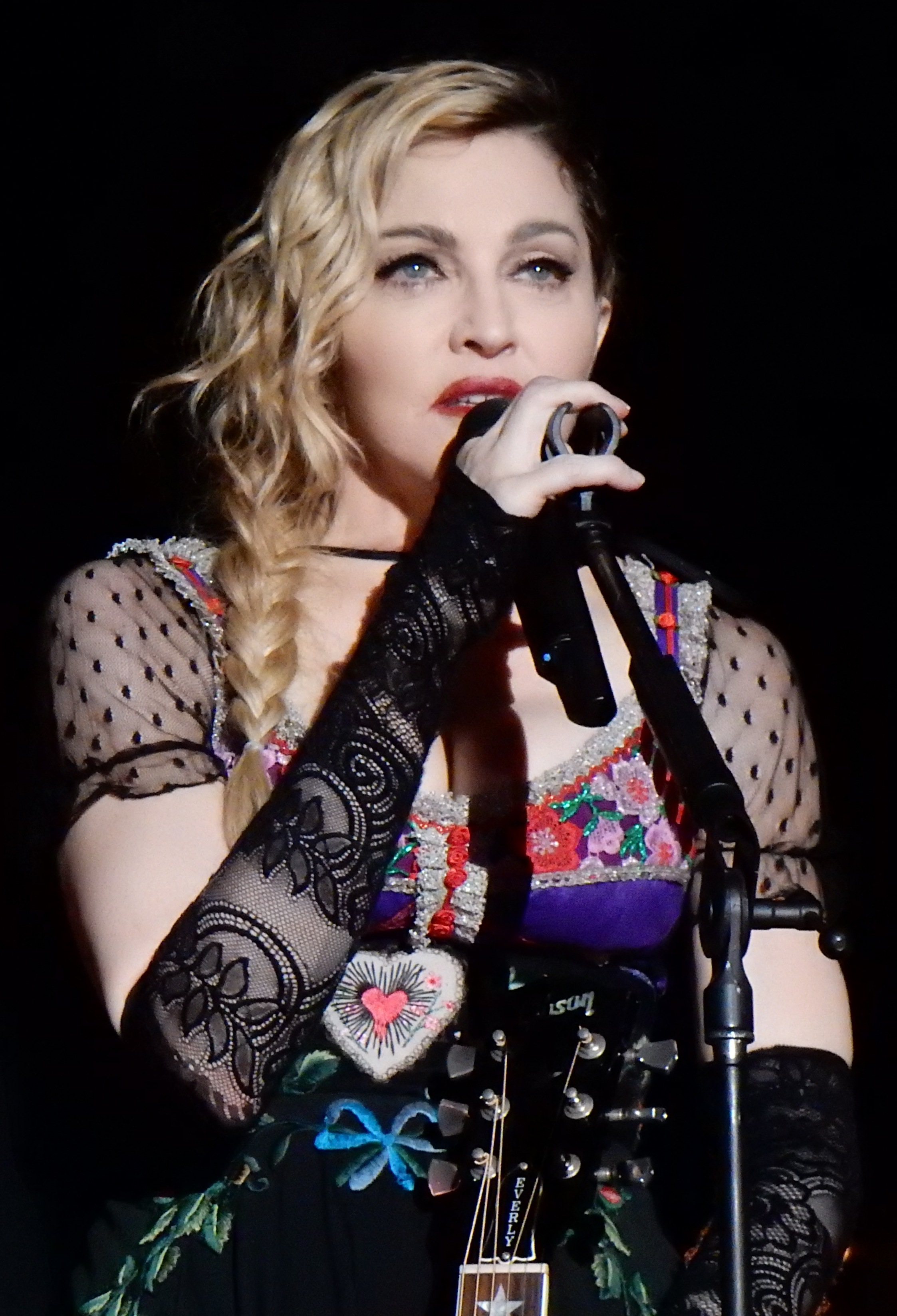
Madonna en 2015.

## Août
- 3 août :
  - Kathleen Cassello, chanteuse lyrique américaine († 12 avril 2017).
  - Olivier Maingain, homme politique belge.
  - Lambert Wilson, acteur, metteur en scène et chanteur français.
- 5 août : Yuriy Dumchev, athlète soviétique puis russe spécialiste du lancer du disque († 10 février 2016).
- 6 août : Didier Reynders, homme politique belge.
- 7 août : Bruce Dickinson, chanteur britannique du groupe Iron Maiden.
- 8 août :
  - Mauro Maur, trompettiste italien.
  - Francis Lalanne, auteur-compositeur-interprète et acteur français.
  - Thierry Mariani, homme politique français.
- 10 août : 
  - Ilkka Sinisalo, joueur de hockey sur glace finlandais († 5 avril 2017).
  - Tai-Luc, chanteur et guitariste franco-vietnamien († 1er décembre 2023).
- 12 août : Fouad Laroui, économiste et romancier marocain.
- 13 août : Domenico Dolce, couturier italien de la maison Dolce & Gabbana.
- 16 août :
  - José Luis Clerc, joueur de tennis argentin.
  - Madonna, (Madonna Louise Ciccone), chanteuse et actrice américaine.
  - Peter J. Wisoff, astronaute américain.
- 17 août :
  - Michael Brooks, joueur de basket-ball américain naturalisé français († 22 août 2016).
  - Sergei Krikalev, cosmonaute soviétique puis russe.
- 18 août :
  - Didier Auriol, pilote de rallye français.
  - Reg E. Cathey, acteur américain († 9 février 2018).
  - Rodolfo Illanes, avocat et homme politique bolivien († 25 août 2016).
  - Sergei Treschev, cosmonaute soviétique puis russe.
- 21 août : Karen Scrivener, chercheuse anglaise dans le domaine des matériaux à base de ciment.
- 22 août : Philippe Habert, politologue français, mari de Claude Chirac († 5 avril 1993).
- 24 août : Steve Guttenberg, acteur, producteur et réalisateur américain.
- 25 août : Tim Burton, cinéaste américain.
- 27 août : Kathy Hochul, femme d'État américaine.
- 29 août : Michael Jackson, chanteur américain († 25 juin 2009).
- 30 août : Anna Politkovskaïa, journaliste soviétique puis russe († 7 octobre 2006).
- 31 août : 
  - Éric Zemmour, écrivain, essayiste et journaliste politique français.
  - Julie Brown, actrice, scénariste, productrice et auteure-compositrice-interprète.
  - Serge Blanco, rugbyman français.
- ? août : 
  - Bu Xiaolin, femme politique chinoise, présidente de la Mongolie intérieure.
  - Alex Pacheco, militant pour les droits des animaux américain, cofondateur de PETA.

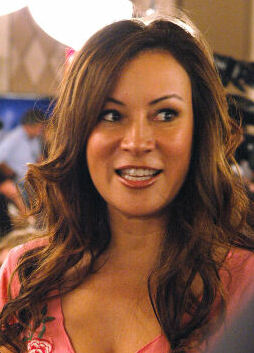
Jennifer Tilly en 2006.

## Septembre
- 2 septembre : Olivier Grouillard, coureur automobile de Formule 1.
- 5 septembre: Pierre Leroux, écrivain, journaliste et scénariste québécois.
- 6 septembre : Michael Winslow, acteur et humoriste américain.
- 7 septembre : Goran Hadžić, homme politique, président de la République serbe de Krajina durant la guerre de Croatie († 12 juillet 2016).
- 8 septembre : [./Https://www.babelio.com/users/AVT_Bernard-Coat-L_5949.jpg Jean-Michel Aphatie], journaliste français.
- 9 septembre : 
  - Dani Lary, magicien illusionniste français.
  - Nathalie Guetta, actrice française.
- 12 septembre : Harold Carter, pair et avocat britannique.
- 14 septembre : John Herrington, astronaute américain.
- 16 septembre : Jennifer Tilly, actrice américano-canadienne.
- 18 septembre : Rachid Taha, chanteur algérien († 12 septembre 2018).
- 19 septembre : 
  - Fesshaye Yohannes, journaliste et écrivain érythréen († 11 janvier 2007).
  - Karim Djoudi, homme politique algérien († 13 mai 2022).
- 22 septembre : 
  - Andrea Bocelli, chanteur italien.
  - Joan Jett, chanteuse américaine.
- 25 septembre : Bernard Wesphael, homme politique belge de langue française.
- 26 septembre : Frank Darcel, écrivain, musicien et producteur de musique breton († 14 mars 2024).
- 27 septembre :
  - Rémi Blanchard, peintre français († 11 mai 1993).
  - Carmen Cerdeira, avocate et femme politique espagnole († 2 août 2007).
- 28 septembre : Barbara Nascimbene, actrice italienne († 17 septembre 2018).
- 29 septembre : Karen Young, actrice américaine.
- 30 septembre : Nadezhda Ovechkina, joueuse soviétique de hockey sur gazon.

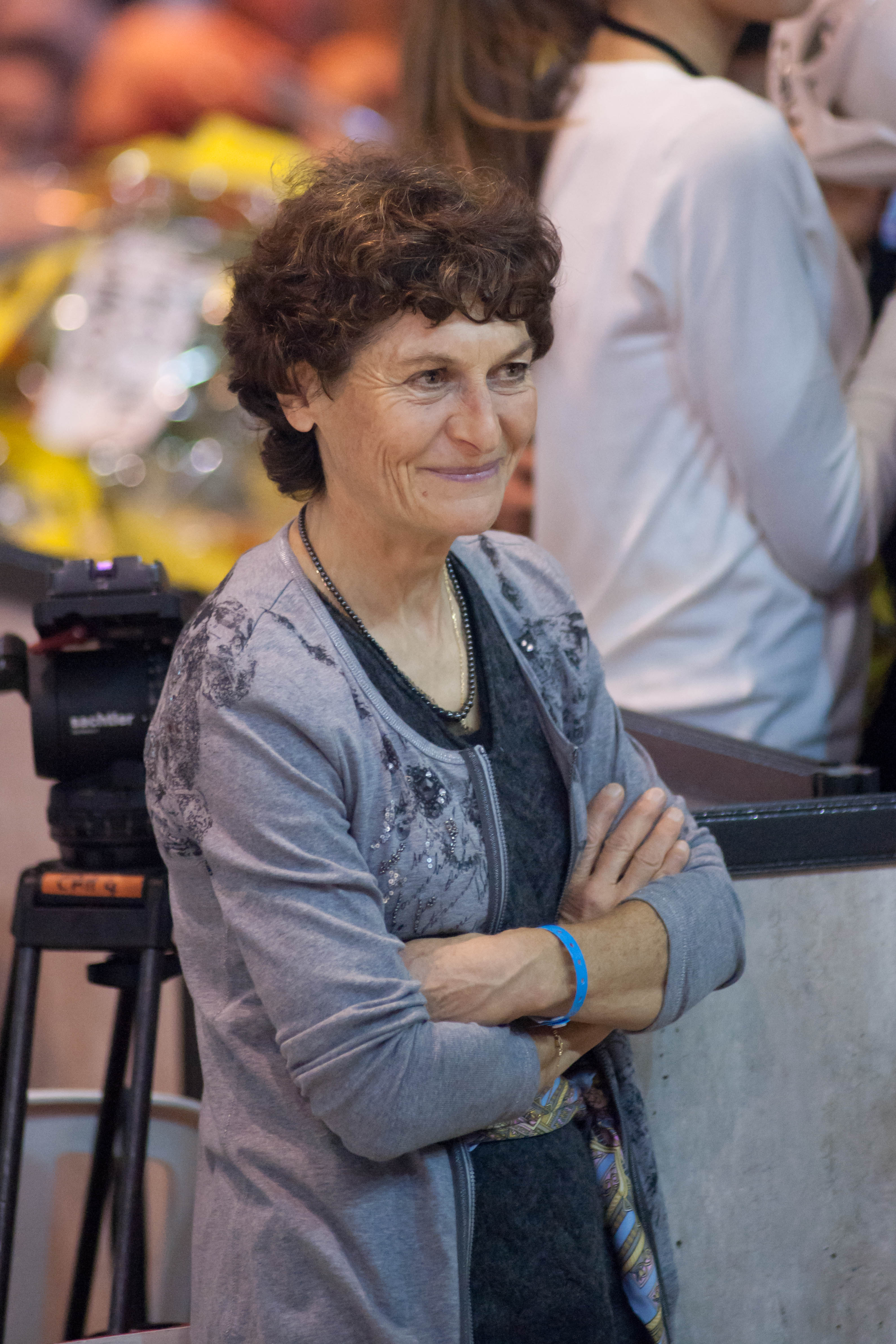
Jeannie Longo en 2011.

## Octobre
- 2 octobre :
  - Laurette Onkelinx, femme politique belge.
  - Alain Soral, essayiste, sociologue, journaliste et réalisateur français.
- 5 octobre :
  - Neil deGrasse Tyson, astrophysicien et vulgarisateur scientifique américain.
  - Brent W. Jett, astronaute américain.
  - André Kuipers, astronaute néerlandais.
- 6 octobre : Sergueï Mylnikov, joueur de hockey sur glace soviétique puis russe († 20 mai 2017).
- 7 octobre : Bernardo Arévalo, homme politique, diplomate, sociologue et écrivain guatémaltèque.
- 8 octobre :
  - Urvashi Vaid, avocate, écrivaine activiste LGBT indienne naturalisée américaine († 14 mai 2022).
  - Ursula von der Leyen, femme politique allemande.
- 9 octobre : Mai Yamane, chanteuse japonaise.
- 10 octobre :
  - John M. Grunsfeld, astronaute américain.
  - Tanya Tucker, chanteuse de country américaine.
- 11 octobre : Joaquim Veà Baró, primatologue catalan († 23 février 2016).
- 12 octobre : Monia Ben Jemia, féministe et universitaire tunisienne.
- 13 octobre : Jamal Khashoggi, journaliste saoudien († 2 octobre 2018).
- 15 octobre : Marco Cornez, footballeur chilien († 21 mai 2022).
- 17 octobre : Gianmaria Testa, chanteur italien († 30 mars 2016).
- 19 octobre :
  - Sharada Sharma, poétesse et romancière népalaise.
  - Marc Welinski, homme d’audiovisuel, manager, romancier et essayiste français.
- 20 octobre :
  - Viggo Mortensen, acteur, réalisateur, scénariste, producteur, musicien, photographe, peintre et poète américano-danois.
  - Dave Finlay, catcheur irlandais.
  - Patrick Saint-Éloi, chanteur français, membre du groupe Kassav' († 18 septembre 2010).
  - Scott Hall, catcheur américain († 14 mars 2022).
- 22 octobre : Patricia Elig, actrice et scénariste française.
- 23 octobre : 
  - Choo Mi-ae, femme politique sud-coréenne.
  - Rose Nabinger, chanteuse de jazz.
- 27 octobre : Manu Katché, batteur français.
- 28 octobre : Manzoor Hussain, joueur de hockey sur gazon pakistanais († 28 août 2022).
- 30 octobre :
  - François Kalist, évêque de Limoges.
  - Ric Suggitt, entraîneur de rugby à XV canadien († 27 juin 2017).
- 31 octobre : Jeannie Longo-Ciprelli, coureur cycliste française.

## Novembre
- 4 novembre :
  - Bert Romp, cavalier de saut d'obstacles néerlandais († 4 octobre 2018).
  - Dominique Voynet, femme politique française, membre du Parti Les Verts.
- 5 novembre : Robert Patrick, acteur américain.
- 6 novembre : Hery Rajaonarimampianina, ancien président de la République de Madagascar.
- 10 novembre :
  - Jean-Bernard Feitussi, acteur français, créateur de l'École de théâtre Les Enfants Terribles.
  - Fatoumata Nafo-Traoré, médecin et femme politique malienne.
- 11 novembre : Marie Yovanovitch, diplomate américaine.
- 12 novembre : 
  - Gilbert Melki, acteur français.
  - Megan Mullally, actrice américaine.
- 13 novembre : Rose Marie Compaoré, femme politique burkinabaise († 18 mars 2020).
- 14 novembre : Olivier Marchal, réalisateur, acteur et scénariste français.
- 15 novembre :
  - Carmen González Huguet, poétesse salvadorienne.
  - Kazuhisa Hashimoto, développeur japonais († 26 février 2020).
- 16 novembre :
  - Marg Helgenberger, actrice américaine.
  - Glenda Bailey, journaliste et éditrice anglaise.
  - Sooronbay Jeenbekov, président du Kirghizistan de 2017 à 2020.
- 17 novembre : Mary Elizabeth Mastrantonio, actrice américaine.
- 19 novembre : Jean-François Clervoy, spationaute français.
- 22 novembre : Jamie Lee Curtis, actrice américaine.
- 24 novembre : Alain Chabat, acteur et humoriste français.
- 26 novembre : Chokri Mamoghli, universitaire tunisien († 28 avril 2018).
- 28 novembre :
  - Kriss Akabusi, athlète britannique.
  - Tanya Harford, joueuse de tennis sud-africaine.
  - Urs Räber, skieur alpin suisse.
- 29 novembre : Yelena Guryeva, joueuse soviétique de hockey sur gazon.
- 30 novembre :
  - Stacey Q, chanteuse et actrice américaine.
  - Tom Zenk, catcheur américain († 9 décembre 2017).
- Jour non connu : Esther Ayuso, architecte et femme politique bélizienne.

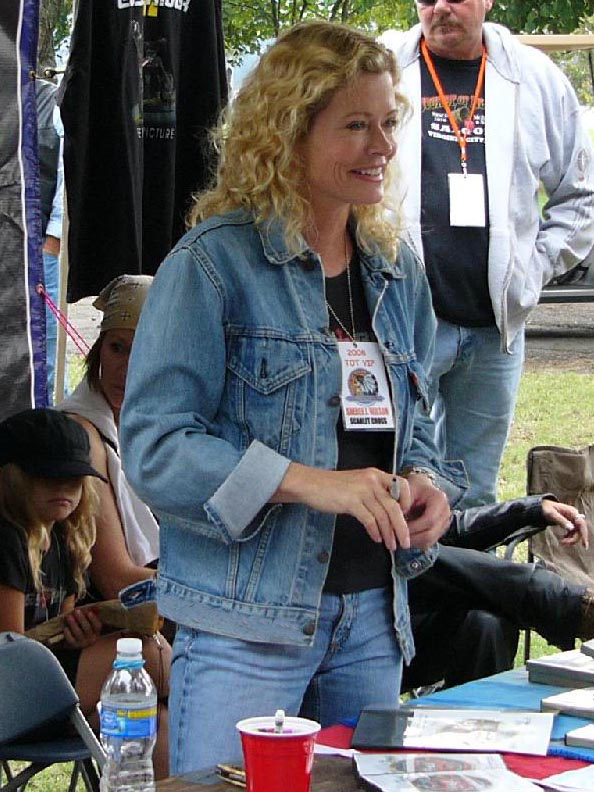
Sheree J. Wilson en 2008.

## Décembre
- 1er décembre :
  - Jean-Luc Fournier, footballeur français († 1er mars 2001).
  - Charlene Tilton, actrice américaine.
- 2 décembre : Fabien Lecœuvre, attaché de presse, chroniqueur télé et radio, et auteur d'ouvrages sur la chanson française.
- 5 décembre :
  - Dynamite Kid, de son vrai nom Thomas Billington, catcheur britannique († 5 décembre 2018).
  - Julio Galán, peintre mexicain († 4 août 2006).
- 6 décembre : Nick Park, réalisateur de films d'animation.
- 10 décembre : Cornelia Funke, écrivaine allemande de littérature de jeunesse.
- 11 décembre : Nikki Sixx, bassiste américain.
- 12 décembre : Sheree J. Wilson, actrice américaine.
- 14 décembre : Angelo Rottoli, boxeur italien († 29 mars 2020).
- 19 décembre : Xavier Beulin, homme d'affaires, industriel, actionnaire, administrateur et syndicaliste agricole français († 19 février 2017).
- 13 décembre : Detlef Macha, coureur cycliste allemand († 2 septembre 1994).
- 17 décembre : Donald Payne Jr., homme politique américain († 24 avril 2024).
- 23 décembre : Jean-Pierre Siutat, président de la Fédération française de basket-ball.
- 25 décembre : Hamsou Garba, chanteuse nigérienne († 5 décembre 2022).
- 26 décembre : 
  - Ade Capone, auteur de bande dessinée italien († 4 février 2015).
  - Jean-Marc Aveline, cardinal français, archevêque de Marseille.
- 27 décembre :
  - Rita Kieber-Beck, femme politique, ministre du Liechtenstein.
  - Marc Édouard Nabe, écrivain français.
- 28 décembre : Joe Diffie, chanteur américain († 29 mars 2020).
- 29 décembre : Nancy J. Currie, astronaute américaine.
- 30 décembre : 
  - Steven L. Smith, astronaute américain.
  - Éric Coquerel, personnalité politique française.
- 31 décembre : Defao, chanteur de variétés africaines congolais (RDC) († 27 décembre 2021).

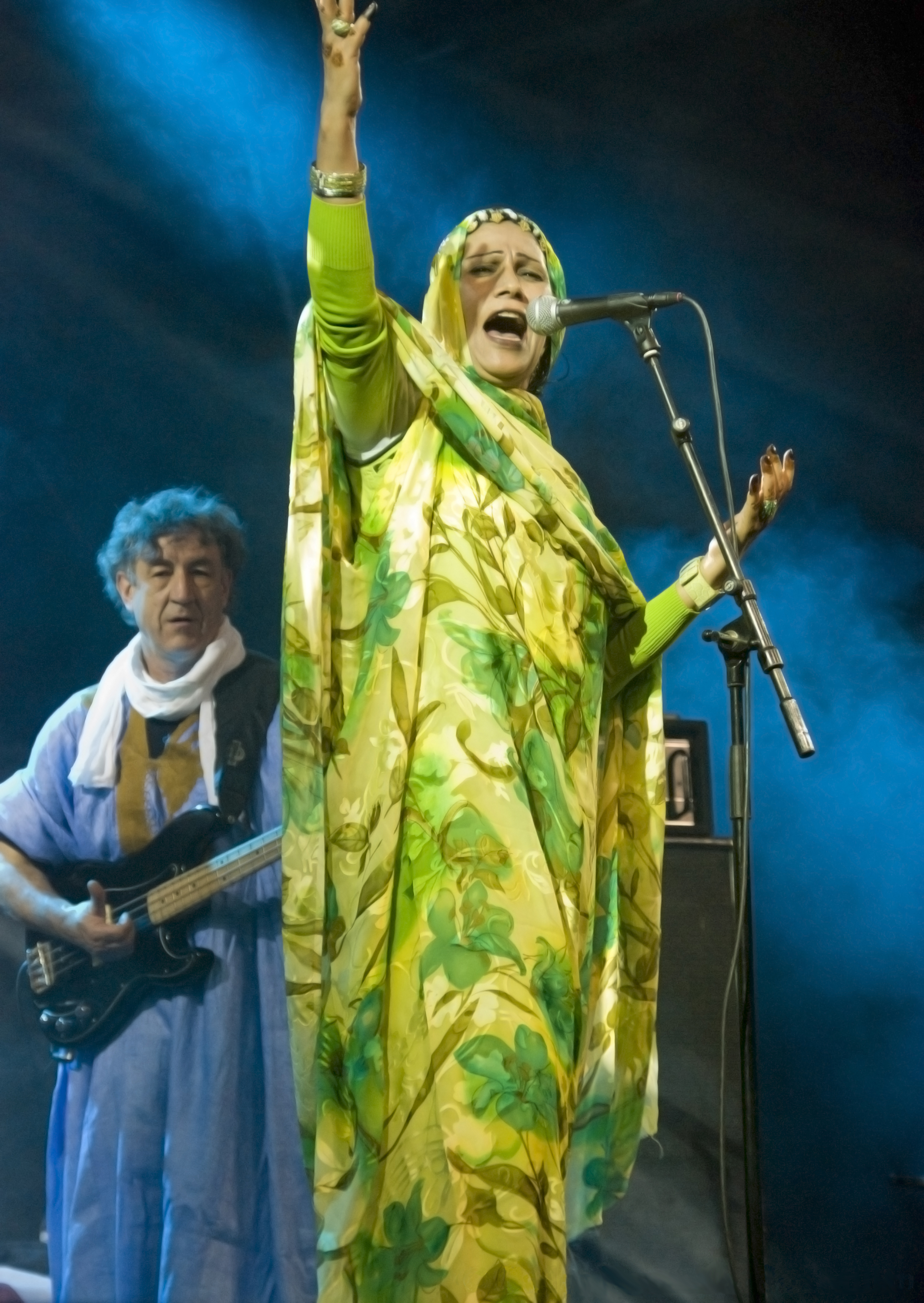
Mariem Hassan.

## Date précise inconnue
- Véronique Barrault, actrice française de théâtre, de cinéma et de télévision (° 13 février 1958 - † 3 mai 2022).
- Abdulhamid Dbeibeh, homme politique Libyen et premier ministre de la Libye depuis 2021.
- Hamid Ferhi, militant algérien de gauche († 5 février 2019).
- Mariem Hassan, chanteuse et parolière sahraouie († 22 août 2015).
- Joane Hétu, compositrice, saxophoniste, vocaliste et improvisatrice québécoise.
- Brigitte Jullien, commissaire de police française.
- Hamid Kahram, homme politique et vétérinaire iranien († 19 mars 2020).
- Bintou Keita, ressortissante guinéenne émissaire de l'ONU en République démocratique du Congo.
- Mathilde Mukantabana, diplomate rwandaise.
- Steven Parrino, artiste américain († 1er janvier 2005).
- Nyam-Osoryn Tuyaa, femme politique, premier ministre de la Mongolie.
- Jeff Yass, financier, homme d'affaires et milliardaire américain.

## Vers 1958
- Penda Dallé, Artiste de musique († 26 décembre 2022).
- Fatogoma Sountoura, officier parachutiste malien († 17 avril 2017).
- Yee-Sin Leo, médecin singapourienne, spécialise en maladies infectieuses.